# Trifília

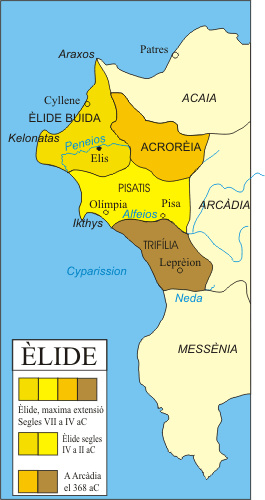
Trifília, al sud de l'Èlida

Trifília (en grec antic Τριϕυλία) era un districte de l'antiga Grècia situat al sud de l'Èlida i el més petit dels tres districtes d'aquest país. El país era majoritàriament muntanyós, perquè les muntanyes d'Arcàdia arribaven gairebé fins a la costa, on hi havia diverses llacunes.
Al sud del riu Alfeu, que feia de frontera amb la Pisàtida, el districte central, hi havia les muntanyes de l'Ossa, o Fel·ló segons Estrabó. El riu Anigros travessava el país, i discorria entre dues altes muntanyes. La muntanya de més al nord s'anomenava Làpites, segons Pausànies (actual Smerna) amb 720 metres, i la de més al sud era el Minte, segons Estrabó (avui Alvena), amb 1223 metres. El Minte, la muntanya més alta de l'Èlida, era un dels llocs més importants del culte a Hades i la menta, l'herba d'on rebia el nom, era sagrada per Persèfone. Al sud, el riu Neda formava la frontera amb Messènia. Trifília deriva el seu nom de l'heroi epònim Trifilos, un cap de l'Arcàdia.

## Ciutats de Trifília
- Epitàlion, anomenada Tíron per Homer.
- Sàmicon
- Pirgos
- Pilos
- Macistos
- Lèpreon, la capital.
- Escil·lunt, on va residir Xenofont.
- Frixa
- Epi, després Èpion.
- Hípana
- Tipanea
- Bòlax, no localitzada
- Estil·lagi, no localitzada

## Història
El país fou poblat pels caucons i parorets i fou sotmès pels epeus, parents dels etolis, que no van expulsar els antics habitants. Es van formar vuit estats, el més important dels quals era Pisa. Els dòrics van donar les torres al nord de Trifília als etolis que es van barrejar amb els epeus i van originar els eleus (ciutat principal: Elis), mentre les terres de Trifilía eren ocupades pels mínies, expulsats de Lacònia, que van fundar sis ciutats estat. Vers el segle viii aC els eleus van sotmetre aquestes ciutats, que van romandre sota dependència d'Elis fins al segle v aC, formant un districte dels dominis d'Elis (l'Èlida).
Després de la Pau de Nícies, el 421 aC, Esparta va donar suport als petits estats per evitar que cap pogués arribar a ser massa fort i això va provocar la revolta de Lèpreon a Trifília, que va demanar ajut dels espartans. Esparta va reconèixer la seva independència i va enviar un exèrcit. Llavors Èlide va entrar en una lliga entre Argos, Corint i Mantinea, però després de Mantinea van haver de reconèixer la independència de Trifília, cosa que Elis no ho va fer de grat, de manera que quan Esparta va haver imposat la seva hegemonia sobre Atenes, es va dirigir contra Elis i li va exigir renunciar al domini sobre les ciutats dependents i pagar unes quotes tributàries degudes a Esparta; com que no va rebre resposta satisfactòria, el rei Agis va envair el país el 402 aC i al cap de tres anys Elis va demanar la pau i va renunciar a les ciutats de Trifília i a Làsion (reclamada pels arcadis), a algunes ciutats del districte muntanyós d'Acrorea, i al port de Cil·lene (que fou lliurat a Esparta). Elis va conservar el districte de la Pisàtida (l'Èlida va romandre reduïda a la part costanera de l'Èlida buida i Pisàtida) i la presidència del festival olímpic (400 aC).
Després de l'esfondrament del poder esparta el 371 aC, Trifília va ingressar a la Lliga Arcàdia.
Amb Filip II de Macedònia va ingressar a l'aliança macedònia, de la que va sortir a la mort d'Alexandre el Gran el 323 aC i van romandre uns quants anys independents, per ingressar tot seguit a la Lliga Aquea, mentre Elis, la seva enemiga tradicional, ingressava a la Lliga Etòlia.
Elis va seguir una política favorable a Roma mentre la Lliga Aquea s'hi enfrontava. Derrotada la Lliga Aquea, Trifília fou incorporada a Roma.